# Lamath
Lamath ist eine französische Gemeinde mit 180 Einwohnern (Stand 1. Januar 2022) im Département Meurthe-et-Moselle in der Region Grand Est (vor 2016 Lothringen). Sie gehört zum Arrondissement Lunéville und zum Kanton Lunéville-2.

## Geografie
Die Gemeinde liegt etwa 27 Kilometer südöstlich von Nancy im Süden des Départements Meurthe-et-Moselle. Nachbargemeinden sind Mont-sur-Meurthe im Nordwesten und Norden, Xermaménil im Nordosten und Osten, Gerbéviller im Osten, Haudonville im Südosten, Franconville und Landécourt im Süden, Einvaux  im Südwesten, Méhoncourt im Westen sowie Blainville-sur-l’Eau im Nordwesten. Der Fluss Mortagne durchquert Lamath und bildet streckenweise die östliche Gemeindegrenze. Weite Teile der Gemeinde im Westen und Süden der Gemeinde sind von Wald bedeckt.

## Geschichte
Die heutige Gemeinde wurde 1157 indirekt (Territorium de la Marz) in der lateinischen Form Marz erstmals in einem Dokument der Abtei Beaupré erwähnt. Eine erste französische Form tauchte in einem Dokument als La Mars im Jahr 1296 auf. Lamath gehörte historisch zur Vogtei (Bailliage) Lunéville und somit zum Herzogtum Lothringen, das 1766 an Frankreich fiel. Bis zur Französischen Revolution lag die Gemeinde dann im Grand-gouvernement de Lorraine-et-Barrois. Von 1793 bis 1801 war die Gemeinde dem Distrikt Lunéville zugeteilt. Seit 1801 ist Lamath dem Arrondissement Lunéville zugeordnet. Die Gemeinde lag bis 1871 im alten Département Meurthe.

## Bevölkerungsentwicklung
| Jahr                       | 1962 | 1968 | 1975 | 1982 | 1990 | 1999 | 2007 | 2019 |
| Einwohner                  | 134  | 115  | 131  | 141  | 175  | 182  | 192  | 190  |
| Quellen: Cassini und INSEE |      |      |      |      |      |      |      |      |

## Verkehr
Lamath liegt nahe bedeutender Verkehrswege. In der Nachbargemeinde Mont-sur-Meurthe gibt es eine eigene Haltestelle an der Bahnstrecke von Paris nach Straßburg. Die N333 (Regionaler Teil der N4 Paris-Nancy-Strassburg) führt einige Kilometer nördlich der Gemeinde vorbei. Der nächstgelegene Anschluss ist Chaufontaine in der Gemeinde Rehainviller. Für den regionalen Verkehr ist die D9 wichtig, die durch das Dorf führt.

## Sehenswürdigkeiten
- Dorfkirche Saint-Étienne aus dem 18. Jahrhundert
- Denkmal und Gedenkplatte für die Gefallenen[1]
- Wasserturm
- Lavoir (ehemaliges Waschhaus)

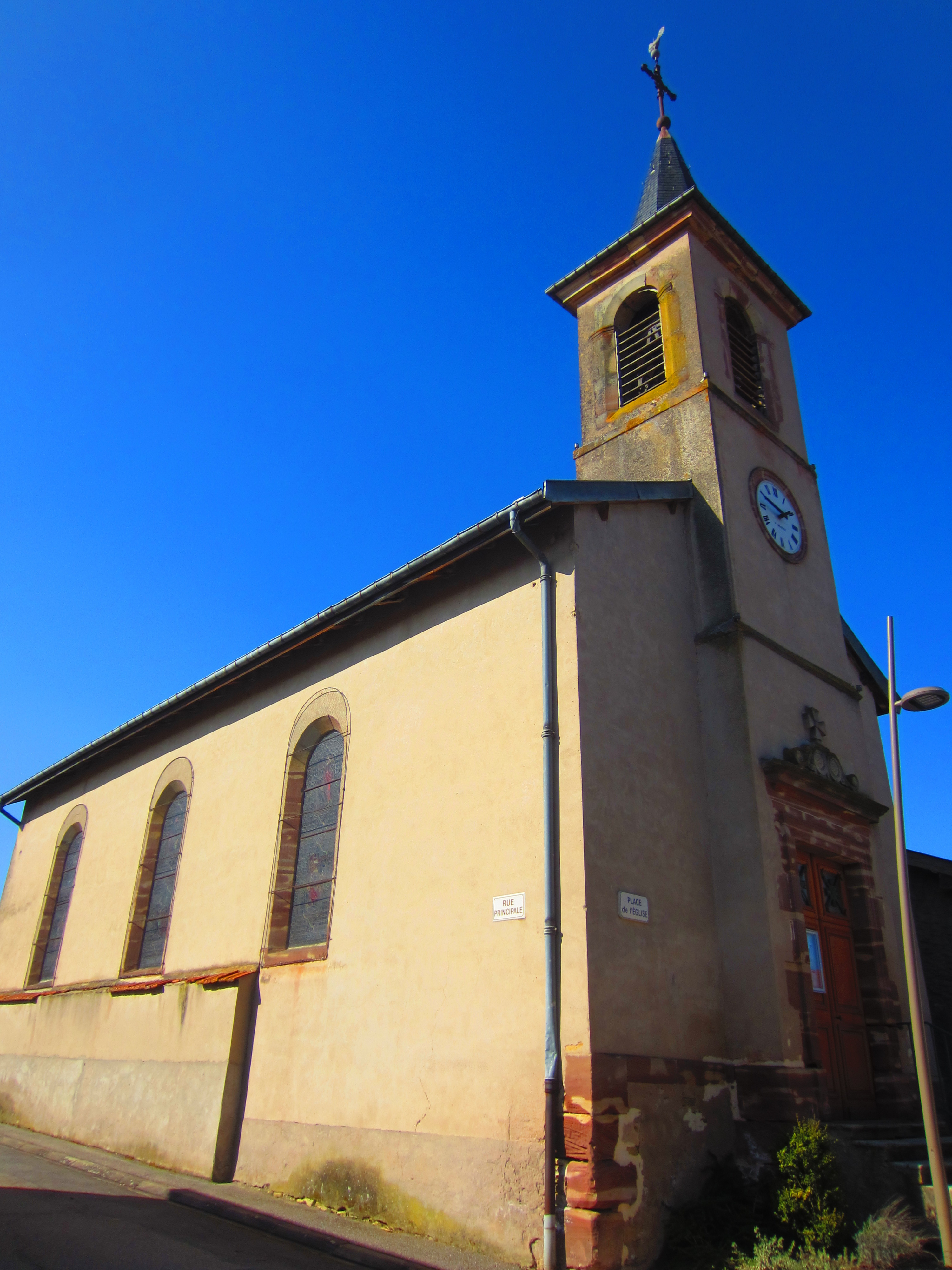
Dorfkirche Saint-Étienne
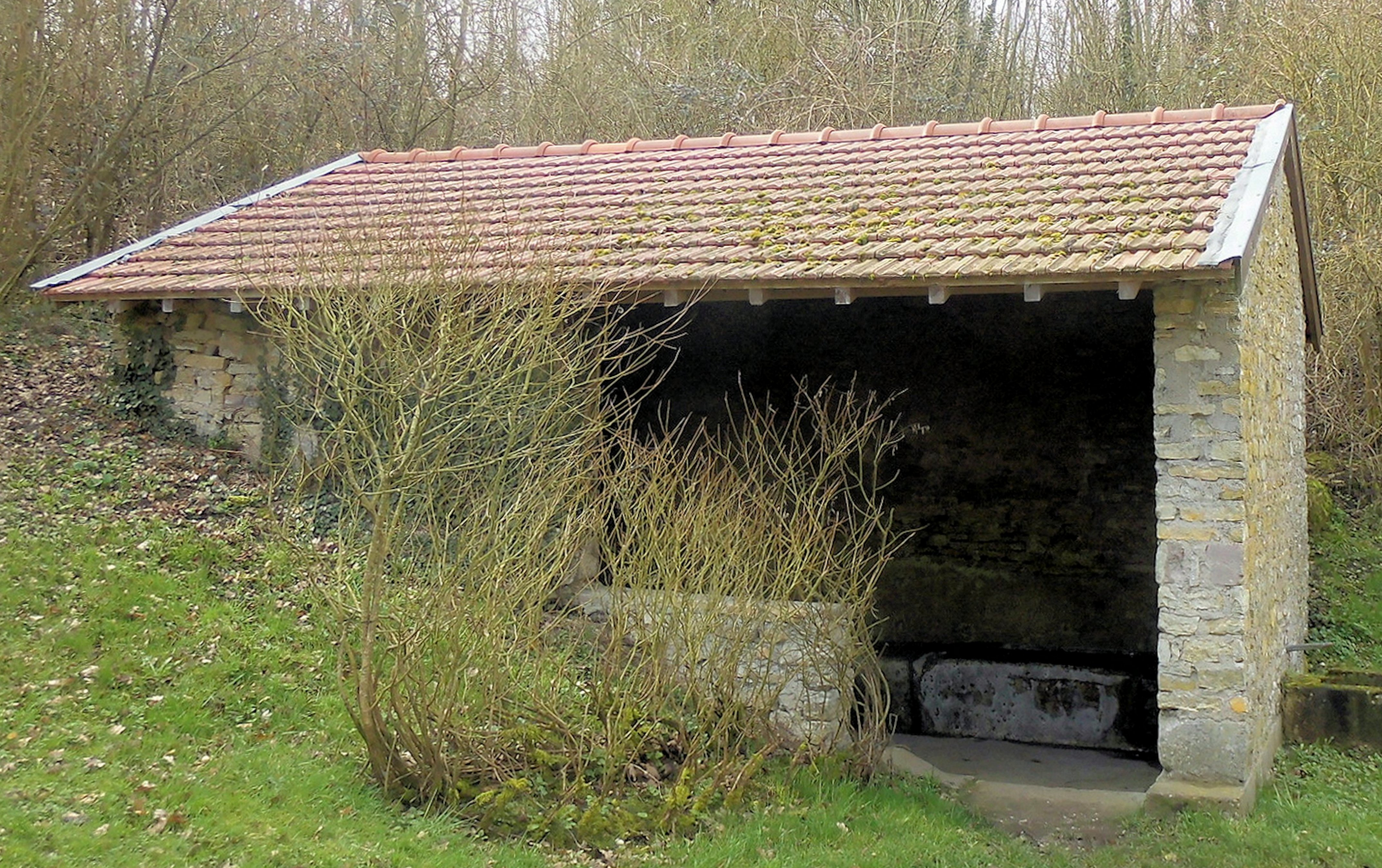
Ehemaliges Waschhaus
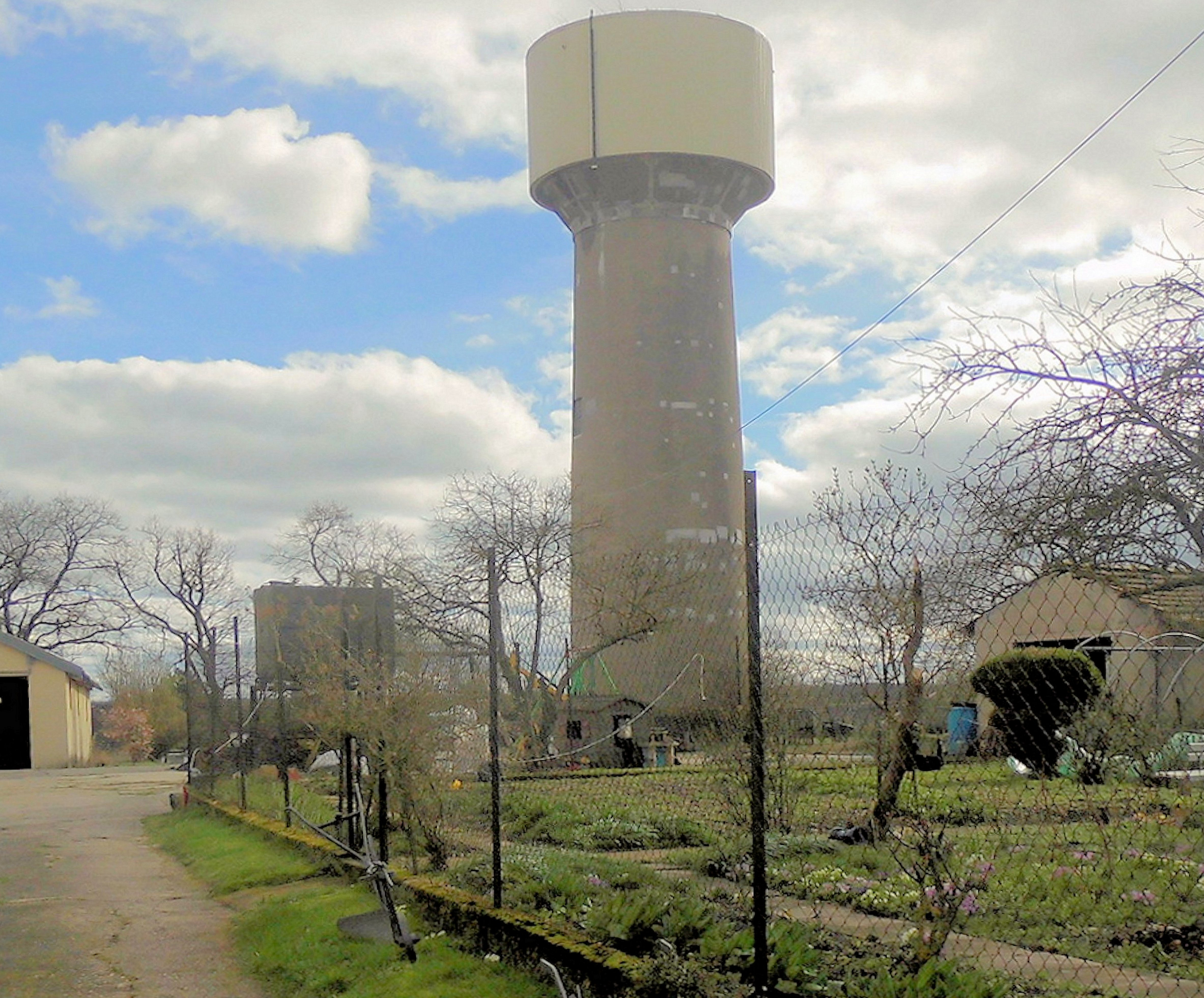
Wasserturm